# Панчен-лама X

Панчен-лама Х (слева) и Далай-лама XIV (справа) на приеме у Мао Цзэдуна

Чокьи Гьялцен, сокращение от Лобсанг Тринле Лхундруп Чокьи Гьялцен  (тибет: བློབཟང་ཕྲིན་ལས་ལྷུན་གྲུབ་ཆོས་ཀྱི་རྒྱལ་མཚན་་; 19 февраля 1938 — 28 января 1989) — 10-й Панчен-лама в традиции школы гелугпа тибетского буддизма. Его часто называют просто Чокьи Гьялцен, хотя это также имя ряда других выдающихся деятелей в истории Тибета.

## Биография

### Детство
10-й Панчен-лама родился 19 февраля 1938 года в Сюньхуа-Саларском автономном уезде провинции Цинхай, в семье Гонпо Цетена и Сонам Долмы. Когда в 1937 году умер девятый Панчен-лама, одновременно две экспедиции отравились на поиски десятого Панчен-ламы. Они обнаружили двух конкурирующих кандидатов. При этом правительство в Лхасе, которым был избран мальчик из провинции Сикан, и приближённые девятого Панчен-ламы, которые избрали Цетена, не могли прийти к соглашению. 3 июня 1949 года правительство Китайской республики, втянутое в китайскую гражданскую войну, заявило о своей поддержке Цетена. Глава Комиссии делам Монголии и Тибета Гуань Цзиюй отправился в провинцию Цинхай, чтобы совместно с гоминьданским губернатором этой провинции Ма Буфаном председательствовать в монастыре Гумбум 11 июня 1949 года на интронизации Цетена как Десятого Панчен-дамы под именем Чокьи Гьялцен. Правительство Далай-ламы в Лхасе по-прежнему отказывалось признавать Чокьи Гьялцена как Панчен-ламу.
Гоминьдан хотел использовать помощь Чокьи Гьялцена в создании широкой антикоммунистической базы в Юго-Западном Китае. Гоминьдан разработал план, что 3 дивизии из Кама будут поддерживать Панчен-ламу в выступлении против коммунистов.
Когда Лхаса отказала Чокьи Гьялцену подтвердить его контроль над территориями, которые традиционно контролировались Панчен-ламами, он попросил в сентябре 1949 года Ма Буфана, помочь ему возглавить армию в походе против Тибета. Позднее, когда приближалась победа коммунистов, Ma Буфан пытался убедить Панчен-ламу уехать вместе с правительством Гоминьдана на Тайвань, но вместо этого Панчен-лама заявил о своей поддержке коммунистической Китайской Народной Республики.

### Ранняя политика
Панчен-лама поддержал претензии коммунистического Китая на суверенитет над Тибетом и китайскую политику реформ на Тибете. Радио Пекина транслировало призыв Пачен-ламы к тибетцам, чтобы «освобождённые» тибетцы оказывали давление на правительство Лхасы с требованием вести переговоры с Китайской Народной Республикой. В 1951 году Панчен-лама в составе тибетской делегации был приглашен в Пекин для подписания соглашения из 17 пунктов и телеграфирования Далай-ламе о реализации данного Соглашения. Его признал Далай-лама XIV, когда они встретились в 1952 году.
В сентябре 1954 г. Далай-лама и Панчен-лама отправились в Пекин для участия в первой сессии первого Всекитайского собрания народных представителей на встречу с Мао Цзэдуном и другими руководителями КНР. Панчен-лама вскоре был избран членом Постоянного Комитета Всекитайского собрания народных представителей, а в декабре 1954 года он стал заместителем председателя Народного политического консультативного совета Китая. В 1956 году Панчен-лама отправился в Индию на богомолье вместе с Далай-ламой. Когда Далай-лама бежал в Индию в 1959 году, Панчен-лама публично поддержал правительство Китая, и китайцы привезли его в Лхасу и сделали председателем подготовительного комитета Тибетского автономного района.

### Изоляция и реабилитация
После путешествия по Тибету, в мае 1962 года, он встретился с Чжоу Эньлаем, чтобы обсудить его петицию с критикой ситуации в Тибете. Петиция была объёмистым документом в 70000 иероглифов. Она была посвящена жестокому подавлению тибетского народа во время и после китайского вторжения в Тибет. Первая реакция была позитивной, но в октябре 1962 года власти КНР начали критиковать заявление Панчен-ламы. Председатель Мао называл петицию: «… отравленной стрелой, выпущенной в партию реакционными феодальными владыками». В 1964 году Панчен-лама был публично унижен на заседании Политбюро ЦК КПК, смещён со всех постов, объявлен «врагом тибетского народа». Его дневник для записи сновидений был конфискован и использован против него, после этого Панчен-лама был заключён в тюрьму. В тот момент ему было 26 лет. Когда началась культурная революция, положение Панчен-ламы ещё более ухудшилось. В марте 1979 года китайский диссидент и бывший хунвейбин Вэй Цзиншэн опубликовал под собственным именем письмо (написанное в действительности каким-то другим анонимным автором) с осуждением условий содержания в тюрьме Циньчэн, где долгое время был в заключении Панчен-лама. В октябре 1977 года Панчен-лама был освобождён, но круг его общения был сильно ограничен.

### Конец жизни и смерть
В 1978 году, после отказа от монашеских обетов, Чокьи Гьялцен путешествовал по Китаю в поисках жены, стремясь создать семью. Он начал ухаживать за Ли Цзе, военнослужащей и студенткой-медиком Четвертого военного медицинского университета в городе Сиане. В то время у Чокьи Гьялцена не было денег, и он по-прежнему был в чёрном списке у партии, но жена Дэн Сяопина и вдова Чжоу Эньлая увидели символическое значение в браке между тибетским ламой и ханьской женщиной. Они лично вмешались, чтобы организовать свадьбу этой пары на торжественной церемонии в Большом зале Дома народных собраний в 1979 году. Через год Панчен-лама стал заместителем председателя Всекитайского собрания народных представителей и занял некоторые другие политические посты. Он был окончательно политически реабилитирован в 1982 году. В 1983 году Ли Цзе родила ему дочь, названную Ябши Пан Ринзинвангмо.
В начале 1989 года 10-й Панчен-лама вернулся в Тибет, чтобы перезахоронить останки предыдущих Панчен-лам из могил, которые были разрушены во время уничтожения монастыря Ташилунпо в 1959 году. 28 января 1989 года он умер от сердечного приступа в Шигадзе в возрасте 51 года (по тибетской системе исчисления). Это случилось ровно через пять дней после выступления в Тибете, в котором он сказал: «Благодаря освобождению, безусловно, имело место развитие, но цена, заплаченная за это развитие, была больше, чем выгоды». Хотя официальной причиной его смерти, как было объявлено, являлся сердечный приступ, некоторые тибетцы начали подозревать нечестную игру. В 2011 году китайский диссидент Юань Хунбин заявил, что Ху Цзиньтао организовал смерть 10-го Панчен-ламы. Далай-лама был приглашён Буддийской ассоциацией Китая для участия в похоронах Панчен-ламы, а также общения с верующими Тибета. Из-за кратких сроков Далай-лама не смог приехать по этому приглашению, что вызвало новые споры между китайским правительством и сторонниками Далай-ламы. Смерть 10-го Панчен-ламы привела к беспрецедентной шестилетней борьбе за его наследство в размере 20 миллионов долларов между его женой и дочерью и монастырём Ташилунпо.
Среди тибетцев распространено много легенд и теорий заговора о смерти Панчен-ламы. По одной версии, он предсказал свою смерть в послании к жене на их последней встрече. По другой версии, прямо перед его смертью в небе появилась радуга. Некоторые, в том числе Далай-лама, считают, что Панчен-лама был отравлен своим медицинским персоналом. Сторонники этой теории ссылаются на замечания Панчен-ламы, высказанные им 23 января высокопоставленным чиновникам, и опубликованные позже в Жэньминь жибао и China Daily. В этом сообщении он критиковал эксцессы Культурной революции на Тибете и высоко оценил реформы и политику открытости 1980-х годах. Его дочь Ринзинвангмо отказалась комментировать теории заговора, приписывая раннюю смерть отца его слабому здоровью, в целом, экстремальному набору веса и хроническому недосыпанию.